# Koninklijke Auris Groep Rotterdam
Die Koninklijke Auris Groep in Rotterdam ist eine niederländische Organisation, die Kindern, Jugendlichen und Erwachsenen mit Hör-, Sprach- und Sprechschwierigkeiten Bildung, Beratung und Betreuung bietet. Zu der Organisation gehören Schulen für Sonderpädagogik und weiterführende Förderschulen sowie audiologische Zentren für Forschung und Beratung. Auris bietet auch ambulante Dienste und Familienberatung an. Das Arbeitsgebiet umfasst die Mitte und den Südwesten der Niederlande. Im Jahr 2016 gab es in Auris neunzehn Sonderschulen (davon vier weiterführende Schulen), vier ambulante Dienste, drei audiologische Zentren und sechzehn Betreuungsplätze. Der Umsatz der Stiftung mit ANBI-Status (Algemeen nut beogende instelling) belief sich im Jahr 2016 auf knapp 90 Millionen Euro.

## Geschichte

### Koninklijke Ammanstichting

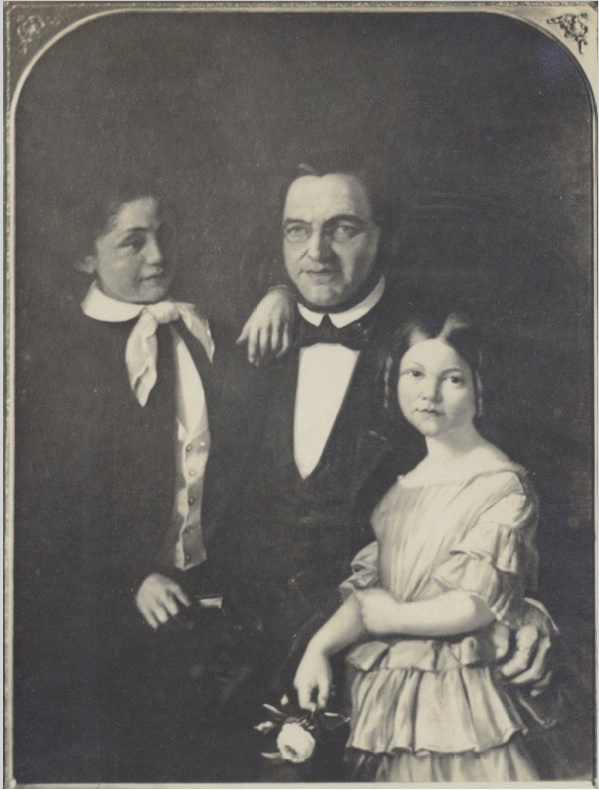
Direktor David Hirsch mit den gehörlosen Kindern von Machiel Polano, seinen ersten beiden Schülern (1853)

Ihre Vorgängerin, die Koninklijke Amman Stichting, wurde 1853 in Rotterdam gegründet und war zunächst ein Institut für Taubstummenbildung. Die Straße, in der sich die Schule befand, die Nieuwe Kerkstraat, wurde 1942 in Ammanstraat umbenannt. Die Ammanstichting, die 1967 aus einer engen Partnerschaft zwischen Schulen für gehörlose Kinder und dem 1962 gegründeten Audiologischen Zentrum Rotterdam entstand, erhielt 1978 anlässlich ihres 125-jährigen Jubiläums als Institut für Gehörlosenbildung den Titel Koninklijk. Von 1962 bis 2007 war die (Koninklijke) Amman Stichting in dieser Schule untergebracht. Nach Abriss und Neubau im Jahr 2016 kehrte die Organisation von Gouda an diesen Standort zurück.
Das Fundament, die Straße und der angrenzende Platz wurden nach Johann Konrad Ammann benannt, einem Arzt und Lehrer für Gehörlose, der ein System für Sprachunterricht entwickelte und es in dem Buch de sprekende dove beschrieb.
Der Name des Instituts wurde 1963 in Rudolf Mees Instituut geändert, als Hommage an den Vorsitzenden von 1867 bis 1890, Rudolf Mees (1815–1899). Seit dem 5. Februar 2003 trägt das Institut den Namen Dr. M Polanoschool, benannt nach dem Chirurgen Machiel Polano, der 1847 in seinem Haus eine Schule eröffnete.

### Auditief Communicatief Centrum
Das Auditief Communicatief Centrum Midden-Nederland (ACC) in Utrecht wurde 1998 gegründet.

### De Kring
De Kring in Goes, das spezielle Grundschulbildung für Kinder mit Hörbehinderung oder Taalontwikkelingsstoornis (TOS) im Alter von 4 bis 13 Jahren anbietet, arbeitet seit etwa 1980 mit der Koninklijke Ammanstichting zusammen und war daher als erstes an den Fusionsgesprächen Ende des 20. Jahrhunderts beteiligt.

## Fusion
Nach der Unterzeichnung einer Absichtserklärung im September 1999 fusionierte die Koninklijke Ammanstichting  am 1. Mai 2002 mit dem Auditief Communicatief Centrum Midden-Nederland (ACC) in Utrecht und De Kring in Goes zur Koninklijke Auris Groep. Königin Beatrix stimmte daraufhin zu, den königlichen Titel Koninklijk beizubehalten.